# Joaquín Jimeno
Joaquín Jimeno (Santo Domingo de la Calzada, La Rioja, 1817 - mort el 1849) jesuïta i compositor espanyol. Podria molt bé ser germà del també músic Román Jimeno.
Religiós profés de la Companyia de Jesús, es dedicà quasi exclusivament a la composició de música d'església.
Entre les seves obres destaquen una col·lecció de càntics al Sagrat Cor de Jesús, un Salutaris Hostia, un Avemaria i un Tota pulchra.